# 国家制药博物馆

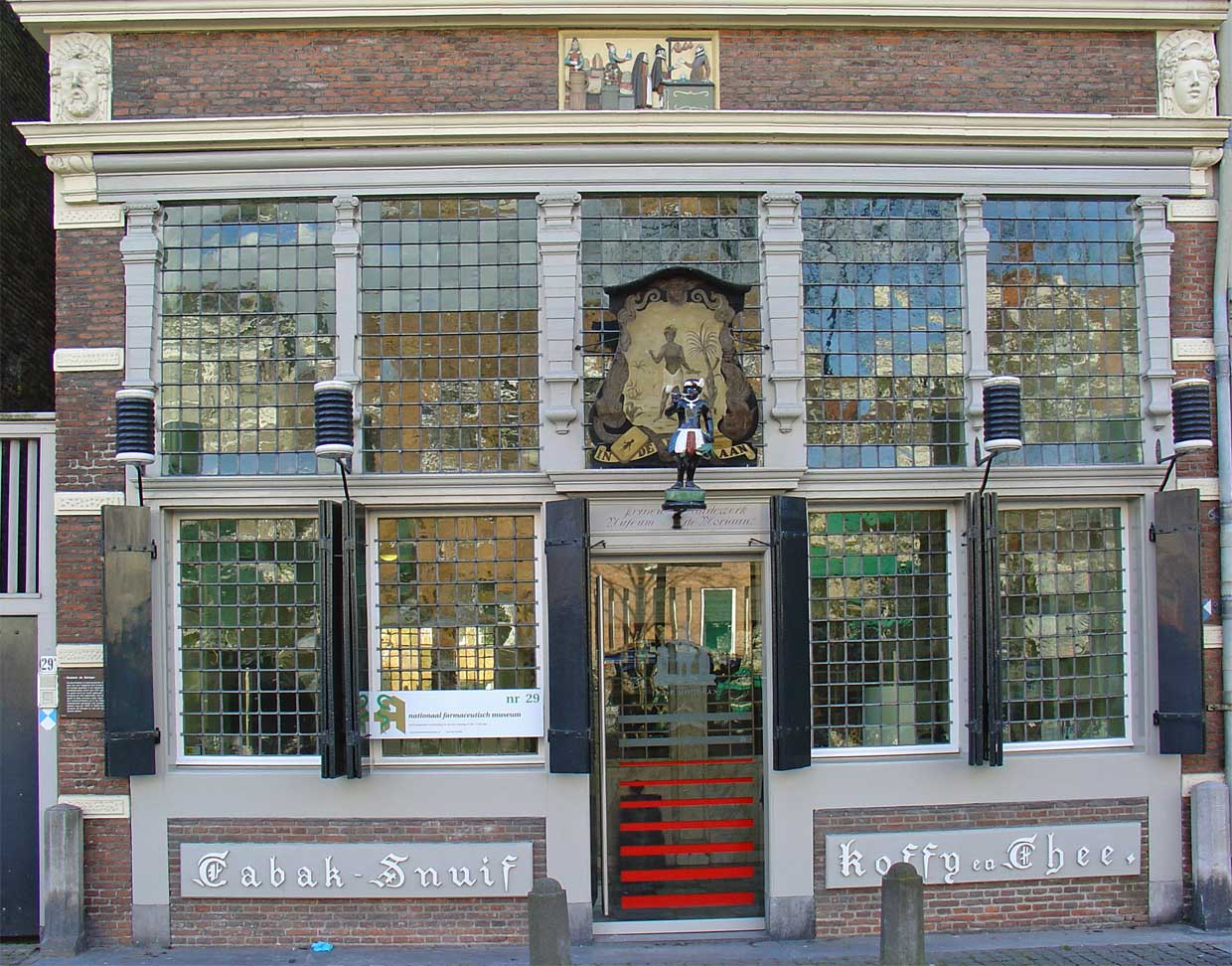
2008年2月的国家制药博物馆外景

国家制药博物馆（荷蘭語：Nationaal farmaceutisch museum），原名“德莫里安博物馆”（荷蘭語：Museum De Moriaan），是豪达博物馆的一部分，位于荷兰南荷兰省豪达。
2007年，该馆在全面翻修后重新开放。该博物馆展示了自16世纪至今的药剂史。荷兰王家药剂学促进协会（Koninklijke Nederlandse Maatschappij ter bevordering der Pharmacie）和豪达博物馆共同建立了这个博物馆。该馆馆舍后面的花园是一个药用植物园，该园也对公众开放。
以前该馆所在的楼内展出豪达陶烟斗和陶器，现在这些烟斗和陶器在豪达博物馆所在的加大肋纳医院内展出。

## 馆舍历史
该馆馆舍最早于1513年被提到。到1605年为止，这里是De Twaelff Halff Maenen面包店。此后该处改为In de Goecoop杂货店。一块该时期的牌匾上写着“Loop, loop, dit is in de Goecoop”（走，走，这里是In de Goecoop）。17世纪末，这里成为烟草、咖啡和茶叶店。该楼有17世纪立面的装潢和18世纪德莫里安的招牌。1938年，该楼开始陈列豪达的陶器厂的收藏。2007年末起，该馆成为国家制药博物馆。该馆内展出有克拉灵斯赫（Kralingsche）的Ploeg药店和豪达的Grendel药店的内景。
现存的荷兰文艺复兴风格的山墙建于1617年左右。该楼立面是倾斜的，以便悬挂东西，所以该楼上面的楼层比下面的长。这种设计的好处之一是下雨时外墙和窗户不会被直接淋湿。最上面的楼层比最下面的楼层足足长了1米。

## 画廊
- 招牌
- 牌匾
- 从Oosthaven看该馆